# Грб Крима
Грб Крима је званични симбол Аутономне Републике Крим, аутономне републике у саставу Украјине, као и једног од субјеката Руске федерације са статусом републике, Републике Крим.
Грб је званично усвојен 24.септембра 1992. године.
До фебруара-марта 2014. године, подручје Крима је дефакто и дејуре било у саставу Украјине, а од тада је дефакто под контролом Русије, док је дејуре статус ове регије споран. Према руском гледишту, на полуострву Крим постоје Република Крим и град са федералним статусом Севастопољ. Украјина не признаје улазак Крима у састав Русије и сматра га делом своје територије, а према украјинском гледишту, територија Крима је политички подељена на Аутономну Републику Крим и град Севастопољ.

## Опис грба
Грб има облик хералдистичког штита чије је поље црвене боје на ком се налази сребрни грифин који у десној шапи држи отворену сребрену шкољку са плавим бисером. Штит је крунисан са излазећим сунцем и окружен са два бијела стуба, који су повезани плаво-бијело-црвеном траком са мотом: „Просперитет у јединству“
Грифин је амблем који се у региону сјеверно од Црног мора користи од давнина, посебно јер је то био амблем античке Грчке у градовима Херсонес и Пантикапеум. Црвена боја штита подсећа на херојску и драматичну судбину становника полуострва, и облик штита симболизује древни пут „од Викинга до Грка“. Бисер наглашава јединственост на Криму. Стубови подсећају на древне цивилизације на овој територији. Сунце симболизује поновно рођење и процват.

## Галерија
- Симбол Крима у вријеме татарске власти
- Грб Кримског каната (реконструкција)
- Грб Таврическе губерније
- Грб Кримске АССР (1921-1928)
- Грб Кримске АССР (1938-1944)